# 洪堡 (堪薩斯州)
洪堡（英語：Humboldt）是一個位於美國堪薩斯州艾倫縣的城市。

## 地方資料
根據2010年美國人口普查的數據，洪堡的面積為3.89平方千米，當中陸地面積為3.87平方千米，而水域面積為0.02平方千米。當地共有人口1953人，而人口密度為每平方千米502.06人。